# Hymenophyllum klabatense
Hymenophyllum klabatense är en hinnbräkenväxtart som beskrevs av Christ. Hymenophyllum klabatense ingår i släktet Hymenophyllum och familjen Hymenophyllaceae. Inga underarter finns listade.